# All Along the Watchtower
All Along the Watchtower – utwór napisany i skomponowany przez Boba Dylana w 1967 roku. W 2004 utwór został sklasyfikowany na 48. miejscu listy 500 utworów wszech czasów magazynu Rolling Stone. W sierpniu 1974 r. piosenka została wydana jako kolejny singel Dylana.

## Geneza utworu
Utwór został nagrany jako cicha, lecz nieco złowieszcza, trójakordowa piosenka o sekcji instrumentalnej złożonej wyłącznie z gitary akustycznej, gitary basowej, harmonijki ustnej i bębnów. Pojawił się na albumie John Wesley Harding, wydanym 27 grudnia 1967 r., prezentującym podobny charakter do samej piosenki.
Dylan, dochodzący do siebie po wypadku motocyklowym, który odmienił jego oblicze poety rockowego tworzącego pod wpływem amfetaminy, codziennie czytał Biblię, która już wcześniej stanowiła inspirację do jego utworów (np. „Highway 61 Revisited” czy „Desolation Row”). Tak jak większość tekstów z albumu John Wesley Harding, tak i „All Along the Watchtower” zawiera najprawdopodobniej apokaliptyczne odniesienia, których nie można z całą dokładnością określić.

## Interpretacje
Utwór opowiada o rozmowie dwóch ludzi, błazna (niektórzy sugerują, że symbolizuje on Jezusa) i łotrzyka – być może tego, który razem z Jezusem Chrystusem umierał na krzyżu. W rozmowie tej poruszana jest kwestia trudności życia (Zbyt wiele zamieszania, Wielu z nas twierdzi, że życie jest niczym innym jak tylko żartem). Na samym końcu do strażnicy zbliżają się główni bohaterowie albo jacyś inni jeźdźcy. Trudno określić to precyzyjnie, ponieważ słowa zmieniają się gwałtownie. Jedna, najbardziej rozpowszechniona hipoteza mówi, że inspiracją do utworu stała się Księga Izajasza. Zapewne poniższe słowa napisane przez Dylana:
W oddali zawył dziki kot
Dwaj jeźdźcy się zbliżali, a wiatr zaczął wyć
wywodzą się z następujących wersetów z Biblii:
[NIV] Then the lookout called, O Lord, I stand continually by day on the watchtower, And I am stationed every night at my guard post. Now behold, here comes a troop of riders, horsemen in pairs. And one answered and said, Fallen, fallen is Babylon; And all the images of her gods are shattered on the ground.
[BT] I zawołał strażnik: Na wieży strażniczej, o Panie, stoję ciągle we dnie, na placówce mej warty co noc jestem na nogach. A oto przybywają jezdni, jeźdźcy na koniach parami. Odezwał się jeden i rzekł: Upadł Babilon, upadł, i wszystkie posągi jego bożków strzaskane na ziemi! (Iz 21, 8-9)

## Singel
Singel pochodzi z pierwszego, wieczornego koncertu Dylana z grupą The Band z 14 lutego 1974 r., który odbył się w The Forum w Inglewood w Kalifornii. Singel ten nie trafił na listy przebojów. Ta wersja została także wydana na albumie Biograph.

## Dyskografia
Bob Dylan
Singel
- All Along the Watchtower/It Ain’t Me Babe (Asylum 45212).

Albumy
- Bob Dylan’s Greatest Hits Vol. II (1971)
- Bob Dylan at Budokan (1979)
- Biograph (1985)
- MTV Unplugged (1995)
- The Essential Bob Dylan (2000)
- Dylan (2007)

Bob Dylan/The Band
- Before the Flood (1974)

Bob Dylan/The Grateful Dead
- Dylan & The Dead (1989)

## Inne wersje tego utworu
- Jimi Hendrix – Electric Ladyland (1968); Smash Hits (1969); Isle of Wight (1971); Kiss the Sky (1984); Live & Unreleased: The Radio Show (1989); South Saturn Delta (1997); Blue Wild Angel: Live at the Isle of Wight (2002); Live at the Isle of Fehmarn (2005)
- Alan Bown – The Alan Bown (1968)
- Brewer and Shipley – Weeds (1969)
- The Brothers & Sisters of Los Angeles – Dylan’s Gospel (1969)
- Affinity – Affinity (1970)
- Savage Grace – Savage Grace (1970)
- Bobby Womack – The Facts of Life (1973)

- Barbara Keith – Barbara Keith (1973)
- Dave Mason – Dave Mason (1974); Certified Life (1976); Live at Sunrise (2002)
- Spirit – Future Games (A Magical Khauana Dream) (1977)
- Golden Harvest – Golden Harvest (1978)
- XTC – White Music (1978)
- Mahogany Rush – Tales of the Unexpected (1979)
- Nashville Teens – In the Beginning (1983)
- Jan Akkerman – From the Basement (1984)
- Michael Hedges – Watching My Life Go By (1985); Strings of Steel (1988)
- Richie Havens – Sings Beatles & Dylan (1986)
- Randy California – Shattered Dreams (1986)
- Giant Sand – Ballad of a Thin Line (1986)
- U2 – Rattle and Hum (1988)
- Tito Schipa Jr. – Dylaniato (1988)
- Winter Hours – Wait Till the Morning (1989)
- Johnny Fuzzy Kruz and the Mind Explosions – Electric Jam for Feet and Brain (1990)
- Indigo Girls – Back on the Bus, Y’All (1991)
- Brygada Kryzys – Cosmopolis (1992)
- Neil Young na albumie różnych wykonawców Bob Dylan: The 30th Anniversary Concert Celebration (1993)
- Ellis Paul – The Times They Are a-Changin' (1994)
- The Golden Earring – Love Sweat (1995)
- 7 Lwas – Pirata (1995)
- The Grateful Dead – Dozin' at the Knick (1996); Postcards of the Hanging: Grateful Dead Perform the Songs of Bob Dylan (2002)
- Michael Hedges na albumie różnych wykonawców May Your Song Always Be Sung (1997)
- Neil Young na albumie różnych wykonawców Concert for the Rock and Roll Hall of Fame (1998)
- Larry McCray na albumie różnych wykonawców Tangled Up in Blues: The Songs of Bob Dylan (1999)
- Dave Matthews Band – Listener Supported (1999); Everyday (2002)
- Bandits – Bandits Soundtrack Album (1999)
- Michel Montecrossa & Chosen Few – Eternal Circle (1999)
- David West na albumie różnych wykonawców Pickin’ on Dylan (1999)
- Rolling Thunder – The Never Ending Rehearsal (2000)
- Blacksmith Hopkins – The Woodstock Sessions (2000)
- Tom Landa and the Paperboys na albumie różnych wykonawców A Nod to Bob (2001)
- Dames na albumie różnych wykonawców Duluth Does Dylan (2001)
- Watchtower Four na albumie różnych wykonawców Ali (Original Soundtrack) (2001)
- Tolo Morton na albumie różnych wykonawców May Your Song Always Be Sung: The Songs of Bob Dylan, Volume 3 (2003)
- Taj Mahal – Hanapepe Dream (2003)
- Todd Rubenstein – The String Quartet Tribute to Bob Dylan (2003)
- Martyna Jakubowicz – Tylko Dylan (2005)
- Bryan Ferry – Dylanesque (2007)
- Lisa Gerrard – The Black Opal (2009)
- Devlin – Watchtower (2012)

Utwór był wykonywany także przez takich artystów jak Michael Angelo Batio, Run DMC, TSOL, Elton John, Eric Clapton, Howie Day, Lenny Kravitz czy Paul Weller. Zespół Pata McGee wykonał wersję, która do złudzenia przypominała wersję Dave Matthews Band.
Piosenka pojawiła się w finałowym, dwudziestym odcinku trzeciego sezonu serialu science fiction Battlestar Galactica. Melodia pojawia się najpierw w głowach czterech bohaterów serialu, którzy wypowiadają niektóre wersy. Pod koniec odcinka w tle słychać prawie pełną wersją utworu (bez ostatniej zwrotki oryginalnego tekstu). Jest to pierwszy utwór w serialu, który zawiera słowa. Twórcą muzyki do tej wersji wykonania jest Bear McCreary.

## Wersja Jimiego Hendrixa
Wersja „All Along the Watchtower” gitarzysty Jimiego Hendrixa popularnością przewyższyła wersję Dylana. Wykonanie Hendrixa miało z utworem Dylana niewiele wspólnego – podczas gdy oryginał był cichy, wersja Hendrixa jest żywa, w miejsce oryginalnej harmonijki ustnej pojawiła się gitara elektryczna. W utworze Hendrix grał także na gitarze basowej, a na gitarze akustycznej Dave Mason. Podczas pierwszych sesji na pianinie grał Brian Jones, później jednak z tego zrezygnowano. „All Along the Watchtower” Hendrixa pojawił się na albumie Electric Ladyland w 1968 r. Wydany jako singel utwór natychmiast stał się przebojem – jako jedyne dzieło Hendrixa trafił na listę Top 40. Wielu twierdziło, że Hendrix sam go napisał, tak bardzo różnił się od wersji Dylana. Jednakże koncertowe wersje wykonywane przez Dylana także zawierały podkład gitary elektrycznej, czym upodobniały się do wykonania Hendrixa; Dylan bardzo często sięgał po gitarę elektryczną podczas swoich koncertów. Dylan powiedział także, że „pisze piękne piosenki po to, by Jimi mógł je śpiewać”. Alternatywny miks utworu ukazał się na albumie Hendrixa South Saturn Delta, wydanym w 1997 roku. „All Along the Watchtower” był regularnie wykonywany podczas amerykańskiego i europejskiego tournée w 1970 roku.
„All Along the Watchtower” w wykonaniu Hendrixa można usłyszeć w filmach Withnail i ja (1986), Forrest Gump (1994), Prawo Bronxu (1993) czy Watchmen: Strażnicy (2009).